# (18099) Flamini
(18099) Flamini (2000 LD27) – planetoida z pasa głównego asteroid okrążająca Słońce w ciągu 5,18 lat w średniej odległości 2,99 j.a. Odkryta 6 czerwca 2000 roku.